# マックス・ダウマン
マックス・ダウマン（Max Dowman, 2009年12月31日 - ）は、イングランド出身のサッカー選手。アーセナルFCのユースアカデミー所属。ポジションはミッドフィールダー。

## 経歴
アーセナルFCのユースアカデミーにて、2023年9月に13歳ながらU-18チームで初出場。2024年9月19日、UEFAユースリーグのアタランタBC戦にて大会史上最年少となる14歳と8ヶ月19日で得点を記録した。
2025-26プレシーズン、アジアツアーにトップチームメンバーとして帯同。7月23日に行われた初戦のACミラン戦にて後半20分から途中出場した。

## 代表歴
2024年に14歳ながらU-16イングランド代表、U-17イングランド代表に選出された。